# Jardin Compans
Le jardin Compans est un espace vert du 19e arrondissement de Paris, dans le quartier d'Amérique. 

## Situation et accès

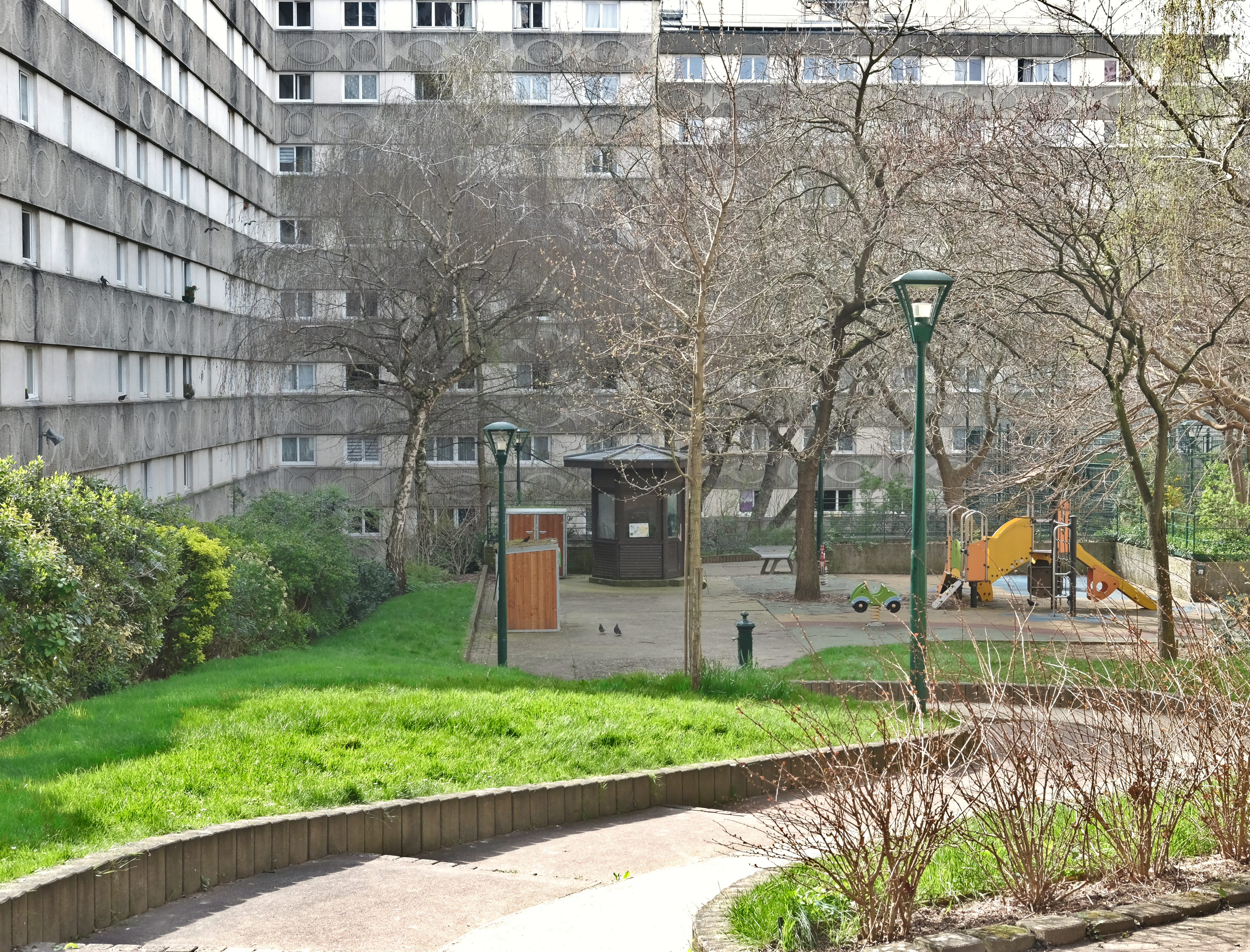
Square Compans (ou jardin Compans).

Le jardin est accessible par le 39, rue Compans.
Il est desservi par les lignes 7 bis et 11 à la station Place des Fêtes.
Sur sa plaque, le site a pour nom « square rue Compans ». Selon la Ville de Paris, cet espace vert abrite notamment un mûrier à feuilles de platane, aux origines japonaises, et un saule blanc.

## Origine du nom
Il doit son nom à la proximité de la rue Compans.

## Historique
Le jardin est créé en 1989.